# Louis (pjevač)
Ljubiša Stojanović (srp. Љубиша Стојановић; Leskovac, 25. lipnja 1952. – Feketić, 31. srpnja 2011.), poznat pod umjetničkom imenu Louis ili Luis, bio je srbijanski glazbenik. Nadimak je dobio zbog svojih uspješnih imitacija američkog glazbenika Louisa Armstronga.

## Životopis
Rođen je 25. lipnja 1952. u Leskovcu. S glazbom se profesionalno počinje baviti 1970. godine. Godine 1980. snima prvi studijski album "Ne kuni me, ne ruži me, majko". Bio je među prvima koji su kombinirali jazz i srpsku narodnu glazbu.
Godine 2006., Louis i Flamingosi nastupaju na Beoviziji i osvajaju prvo mjesto. Na Evropesmi-Europjesmi, osvajaju drugo mjesto.
Poginuo je 31. srpnja 2011. u prometnoj nesreći kod naselja Feketić.

## Diskografija
- Ne kuni me, ne ruži me, majko (1980.)
- Dudi, s puno ljubavi (1984.)
- Srcem i dušom (1985.)
- My way I (1986.)
- My way II (1987.)
- Kamerav (1988.)
- Hajde da se pomirimo (1989.)
- Dunjo moja (1990.)
- Luis (uživo) (1999.)
- Luis (leptir) (1999.)
- The Best of Louis (2000.)
- Pogled iznutra (2001.)
- Čarobnjak (2005.)
- Ciganski san (2008.)[2]
- The Last King Of Balkans (2011 Snail Records)

## Vanjske poveznice
- Ljubiša Stojanović - Louis na Discogsu